# 木村豪 (サッカー選手)
木村 豪（きむら ごう、2000年5月19日 - ）は、東京都出身のサッカー選手。EDO ALL UNITED所属。ポジションはゴールキーパー (GK)。

## クラブ経歴
2000年5月19日、東京都生まれ。
2017年、水戸ホーリーホックU-18時代に水戸ホーリーホック2種登録選手されたが、出場はなかった。
2019年、中央大学に進学し、男子サッカー部に入部。
2023年、東京都社会人サッカーリーグ1部・EDO ALL UNITEDに入団。

## 所属クラブ
- ATREはなぶさSS
- FCトッカーノU-15
- 水戸ホーリーホックU-18[3]
  - 2017年 - 2018年 水戸ホーリーホック（2種登録）
- 2019年 - 2022年 中央大学
- 2023年 -  EDO ALL UNITED